# Futsal nos Jogos Pan-Americanos de 2007
O futsal nos Jogos Pan-Americanos de 2007 no Rio de Janeiro foi disputado entre os dias 23 e 28 de julho no pavilhão 3B do Complexo Esportivo Riocentro. Por ser um um esporte não olímpico, foi incluído no programa do Pan de 2007 a pedido do Comitê Organizador dos Jogos, e sua confirmação somente ocorreu no dia 27 de julho de 2003, durante reunião do Comitê Executivo da Organização Desportiva Pan-Americana (ODEPA). Desta forma, a modalidade foi disputada pela primeira e única vez em Jogos Pan-Americanos, tendo apenas o torneio masculino, com oito equipes.
Por ter sido disputado na mesma arena do Riocentro que abrigou o torneio de handebol, as partidas foram realizadas em uma superfície sintética, e não no tradicional piso de madeira, característico da modalidade, o que gerou uma série de críticas, tanto dos jogadores quanto dos técnicos à organização do evento. As bolas usadas no torneio foram fabricadas por reeducandos da Penitenciária de Osvaldo Cruz, de São Paulo.
Com uma campanha de cinco vitórias em cinco jogos, o Brasil sagrou-se campeão do torneio, ao vencer a Argentina na final por 4–1. O Paraguai ficou na terceira colocação, encerrando-se assim um jejum que vinha desde os 1995 sem nenhuma medalha em Jogos Pan-Americanos.

## Medalhistas
|  | BRA Brasil                                                                                         |  | ARG Argentina |  | PAR Paraguai |
|  | Rogério Tiago Neto Ciço Gabriel Vinícius Leandro Simi Betão Lenísio Júnior Marquinho Falcão Valdin |  | José Mandayo Leandro Planas José Luis Costas Diego Giustozzi Carlos Florentino Sánchez Leandro Cuzzolino Fernando Wilhelm Hernán Garcías Edgardo Amas Matías Lucuix Esteban González Santiago Elias |  | Carlos Britez José Santander Rodolfo Román Andrés León Cristian Acuña Óscar Jara Horacio Osorio Cesar Riveros José Ortíz Sergio Araujo Alfredo Ortíz Carlos Espínola |

## Calendário
| Julho  | 12 | 13 | 14 | 15 | 16 | 17 | 18 | 19 | 20 | 21 | 22 | 23 | 24 | 25 | 26 | 27 | 28 | 29 | Finais |
| ------ | -- | -- | -- | -- | -- | -- | -- | -- | -- | -- | -- | -- | -- | -- | -- | -- | -- | -- | ------ |
| Futsal |    |    |    |    |    |    |    |    |    |    |    |    |    |    |    |    | 1  |    | 1      |

## Local de disputa
| Rio de Janeiro          |
|                         |
| Riocentro – Pavilhão 3B |
| Capacidade: 4 500       |

## Países participantes
| Competição                        | Vagas | Países Classificados       |
| --------------------------------- | ----- | -------------------------- |
| Anfitrião                         | 1     | Brasil                     |
| Jogos Sul-Americanos de 2006      | 3     | Paraguai Argentina Equador |
| Campeonato da CONCACAF de 2004    | 2     | Estados Unidos Cuba        |
| Qualificatório da América Central | 2     | Costa Rica Guatemala       |

### Qualificatório da América Central
O Qualificatório da América Central para o torneio de futsal dos Jogos Pan-Americanos, também chamado de "Eliminatórias da UNCAF", foi realizado no Domo Polideportivo da Cidade da Guatemala entre os dias 7 e 9 de março de 2007, com a participação de três equipes centro-americanas. As duas melhores se classificaram para o torneio.

#### Classificação
| Pos | Equipe     | Pts | J | V | E | D  | GP | GC  | SG | Qualificação                                      |
| --- | ---------- | --- | - | - | - | -- | -- | --- | -- | ------------------------------------------------- |
| 1   | Costa Rica | 2   | 2 | 0 | 0 | 11 | 6  | +5  | 6  | Classificados ao torneio de futsal do Pan de 2007 |
| 2   | Guatemala  | 2   | 1 | 0 | 1 | 14 | 7  | +7  | 3  | Classificados ao torneio de futsal do Pan de 2007 |
| 3   | Panamá     | 2   | 0 | 0 | 2 | 7  | 19 | −12 | 0  | Eliminado                                         |

#### Partidas
| 7 de março | Guatemala | 12 – 3   | Panamá | Domo Polideportivo, Cidade da Guatemala |
|            |           | Detalhes |        |                                         |

| 8 de março | Costa Rica | 7 – 4    | Panamá | Domo Polideportivo, Cidade da Guatemala |
|            |            | Detalhes |        |                                         |

| 9 de março | Guatemala                     | 2 – 4               | Costa Rica                                     | Domo Polideportivo, Cidade da Guatemala |
|            | Oliver López · Érick Coronado | Detalhes Reportagem | Danny Aguilar · Yefryd Ruiz · Junior Rodríguez | Público: 8,000                          |

## Sorteio dos grupos
Os dois grupos foram definidos via sorteio, realizado no dia 27 de maio de 2007 durante um amistoso entre Brasil e Estados Unidos.
Brasil, campeão sul-americano e país-sede, e Estados Unidos, detentores do título da CONCACAF, foram definidos como os cabeças-de-chave.

## Resultados

### Primeira fase

#### Grupo A
| Pos | Equipe    | Pts | J | V | E | D | GP | GC | SG  |
| --- | --------- | --- | - | - | - | - | -- | -- | --- |
| 1   | Brasil    | 9   | 3 | 3 | 0 | 0 | 14 | 1  | +13 |
| 2   | Paraguai  | 6   | 3 | 2 | 0 | 1 | 4  | 4  | +0  |
| 3   | Cuba      | 3   | 3 | 1 | 0 | 2 | 5  | 10 | -5  |
| 4   | Guatemala | 0   | 3 | 0 | 0 | 3 | 2  | 10 | -8  |

| 23 de julho de 2007 08:15 | Cuba        | 1 – 2    | Paraguai                 |                                                         |
|                           | Olivera 37' | Detalhes | Jara 16' · Santander 32' | Árbitro: ARG Sergio Ghibuadi URU Álvaro Sacarelo Pintos |

| 23 de julho de 2007 10:15 | Brasil                                            | 4 – 1    | Guatemala  |                                              |
|                           | Ciço 5' · Valdin 11' · Marquinho 12' · Falcão 31' | Detalhes | Mérida 12' | Árbitro: PAR Nestor Valiente USA Jason Krnac |

| 24 de julho de 2007 08:15 | Paraguai        | 2 – 1    | Guatemala   |                                                          |
|                           | J. Ortiz 1', 5' | Detalhes | Coronado 3' | Árbitro: CUB Vladimir Mazo Goitizolo ARG Sergio Ghibuadi |

| 24 de julho de 2007 10:15 | Cuba | 0 – 8    | Brasil                                                                                |                                                     |
|                           |      | Detalhes | Falcão 3', 14', 32' · Vinícius 8' · Gabriel 13' · Neto 16' · Marquinho 23' · Simi 38' | Árbitro: USA Jason Krnac URU Álvaro Sacarelo Pintos |

| 25 de julho de 2007 08:15 | Guatemala | 0 – 4    | Cuba                                         |                                                     |
|                           |           | Detalhes | Martínez 28' · Mesa 30', 30' · Rodríguez 38' | Árbitro: BRA Tales Ferreira Goulart USA Jason Krnac |

| 25 de julho de 2007 10:15 | Brasil                      | 2 – 0    | Paraguai |                                                          |
|                           | Marquinho 24' · Gabriel 33' | Detalhes |          | Árbitro: URU Álvaro Sacarello Pintos ARG Sergio Ghibuadi |

#### Grupo B
| Pos | Equipe         | Pts | J | V | E | D | GP | GC | SG |
| --- | -------------- | --- | - | - | - | - | -- | -- | -- |
| 1   | Argentina      | 7   | 3 | 2 | 1 | 0 | 11 | 3  | +8 |
| 2   | Costa Rica     | 4   | 3 | 1 | 1 | 1 | 12 | 11 | +1 |
| 3   | Estados Unidos | 4   | 3 | 1 | 1 | 1 | 11 | 13 | -2 |
| 4   | Equador        | 1   | 3 | 0 | 1 | 2 | 7  | 14 | -7 |

| 23 de julho de 2007 14:30 | Equador                          | 4 – 6    | Costa Rica                                                     |                                                         |
|                           | Macias 9', 12', 29' · Moyano 14' | Detalhes | Colindres 7', 29' · Quirós 16' · Vindas 23', 40' · Aguilar 31' | Árbitro: BRA Tales Ferreira Goulart BRA Sandro Brechane |

| 23 de julho de 2007 16:30 | Estados Unidos           | 2 – 5    | Argentina                                                |                                                                |
|                           | Beasley 15' · Hammes 27' | Detalhes | Garcías 9' · Lucuix 19' · González 24', 31' · Planas 40' | Árbitro: BRA Marco Antônio Marques CUB Vladimir Mazo Goitizolo |

| 24 de julho de 2007 14:30 | Costa Rica  | 1 – 1    | Argentina  |                                                     |
|                           | Córdoba 31' | Detalhes | Lucuix 36' | Árbitro: BRA Gean Telles BRA Tales Ferreira Goulart |

| 24 de julho de 2007 16:30 | Equador                                 | 3 – 3    | Estados Unidos                              |                                                  |
|                           | Ordoñez 5' · Orellana 16' · Galarza 36' | Detalhes | Dambra 12' · Stewart 15' · Cabral 38' (pen) | Árbitro: BRA Sandro Brechane PAR Nestor Valiente |

| 25 de julho de 2007 14:30 | Estados Unidos                                              | 6 – 5 | Costa Rica                                     |                                              |
|                           | Morris 4' · Stewart 29', 40' · Hammes 31' · Cabral 32', 40' |       | Ruíz 22', 34' · Vindas 35', 38' · Paniagua 37' | Árbitro: PAR Nestor Valiente BRA Gean Telles |

| 25 de julho de 2007 16:30 | Argentina                                       | 5 – 0    | Equador |                                                                |
|                           | Planas 6' · Cuzzolino 16', 21', 40' · Elias 35' | Detalhes |         | Árbitro: BRA Marco Antônio Marques CUB Vladimir Mazo Goitizolo |

### Fase final

#### Disputa do 5º ao 8º lugar
|  | Classificação 5º-8º lugar   | Classificação 5º-8º lugar   |       |                             | 5º lugar                    | 5º lugar |  |
|  |                             |                             |       |                             |                             |          |  |
|  | 27 de julho 2007 - 08:15    |                             |       |                             |                             |          |  |
|  | CUB Cuba                    | 5                           |       |                             |                             |          |  |
|  | ECU Equador                 | 4                           |       |                             |                             |          |  |
|  |                             |                             |       |                             |                             |          |  |
|  |                             |                             |       |                             | 28 de julho 2007 - 14:30    |          |  |
|  |                             |                             |       |                             | CUB Cuba                    | 2 (4)    |  |
|  |                             | USA Estados Unidos          | 2 (5) |                             |                             |          |  |
|  |                             |                             |       |                             |                             |          |  |
|  |                             |                             |       |                             |                             |          |  |
|  |                             |                             |       |                             | 7º lugar                    |          |  |
|  | 27 de julho de 2007 - 14:30 | 27 de julho de 2007 - 14:30 |       | 28 de julho de 2007 - 16:30 | 28 de julho de 2007 - 16:30 |          |  |
|  | USA Estados Unidos          | 4                           |       | ECU Equador                 | 3                           |          |  |
|  | GUA Guatemala               | 3                           |       |                             | GUA Guatemala               | 7        |  |

| 27 de julho de 2007 08:15 | Cuba                                                        | 5 – 4    | Equador                                  |          |
|                           | Martínez 8' · Morales 12' 35' · Rodríguez 26' · Olivera 32' | Detalhes | Moyano 12' 18' · Diego 37' · Delgado 40' | Árbitro: |

| 27 de julho de 2007 14:30 | Estados Unidos                | 4 – 3    | Guatemala                    |          |
|                           | Dusosky 5' · Morris · D'Ambra | Detalhes | Merida 1' 34' · Coronado 14' | Árbitro: |

##### Disputa do 7º lugar
| 28 de julho de 2007 16:30 | Equador                      | 3 – 7 | Guatemala                                                             |          |
|                           | Delgado 6' · Galarza 29' 30' |       | Coronado 10' 25' 37' · Acevedo 14' 16' · González 34' · Aristondo 35' | Árbitro: |

##### Disputa do 5º lugar
| 28 de julho de 2007 14:30 | Cuba                        | 2 – 2 (pro) | Estados Unidos      |          |
|                           | Rodríguez 17' · Morales 19' |             | Ball 13' · Troy 16' | Árbitro: |

|  |       | Penalidades |
|  | 4 – 5 |             |

#### Disputas por medalhas

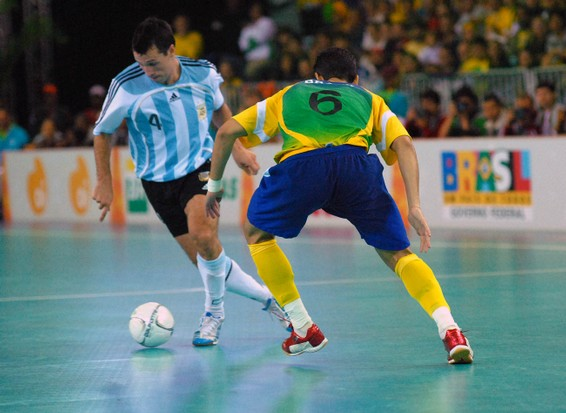
Final entre Brasil e Argentina

|  | Semifinais                  | Semifinais                  |   |                             | Final                       | Final |  |
|  |                             |                             |   |                             |                             |       |  |
|  | 27 de julho 2007 - 10:15    |                             |   |                             |                             |       |  |
|  | BRA Brasil                  | 8                           |   |                             |                             |       |  |
|  | CRC Costa Rica              | 1                           |   |                             |                             |       |  |
|  |                             |                             |   |                             |                             |       |  |
|  |                             |                             |   |                             | 28 de julho 2007 - 10:15    |       |  |
|  |                             |                             |   |                             | BRA Brasil                  | 4     |  |
|  |                             | ARG Argentina               | 1 |                             |                             |       |  |
|  |                             |                             |   |                             |                             |       |  |
|  |                             |                             |   |                             |                             |       |  |
|  |                             |                             |   |                             | 3º lugar                    |       |  |
|  | 27 de julho de 2007 - 16:30 | 27 de julho de 2007 - 16:30 |   | 28 de julho de 2007 - 08:15 | 28 de julho de 2007 - 08:15 |       |  |
|  | ARG Argentina               | 1 (4)                       |   | CRC Costa Rica              | 5                           |       |  |
|  | PAR Paraguai                | 1 (3)                       |   |                             | PAR Paraguai                | 6     |  |

##### Semifinais
| 27 de julho de 2007 10:15 | Brasil                                                                  | 8 – 1    | Costa Rica |                                              |
|                           | Vinícius 2', 5', 8', 25' · Ciço 22' · Falcão 27' · Betão 37' · Simi 38' | Detalhes | Méndez 39' | Árbitro: USA Jason Krnac PAR Nestor Valiente |

| 27 de julho de 2007 16:30 | Argentina   | 1 – 1 (pro) | Paraguai   |                                                                 |
|                           | González 6' | Detalhes    | Osorio 13' | Árbitro: URU Álvaro Sacarello Pintos BRA Tales Ferreira Goulart |

|                                  |       | Penalidades                     |  |
| Wilhelm Amas Giustozzi Cuzzolino | 4 – 3 | Araujo León Jara J. Ortíz Acuña |  |

##### Disputa pelo bronze
| 28 de julho de 2007 08:15 | Costa Rica                                | 4 – 4 5 – 6 (pro) | Paraguai                                                             |                                                          |
|                           | Córdoba 4' · Colindres 12', 19', 27', 44' | Detalhes          | A. Ortíz 9' · Jara 23' · J. Ortíz 34', 45' · Osorio 37' · Araujo 48' | Árbitro: CUB Vladimir Mazo Goitizolo BRA Sandro Brechane |

| Costa Rica | Paraguai |

##### Final
| 28 de julho de 2007 10:15 | Brasil                                        | 4 – 1    | Argentina | Pavilhão 3B do Complexo Esportivo Riocentro, Jacarepaguá, Rio de Janeiro            |
|                           | Falcão 1', 11' · Vinícius 25' · Marquinho 39' | Detalhes | Amas 34'  | Árbitro: PAR Nestor Valiente URU Álvaro Sacarelo Pintos CUB Vladimir Mazo Goitizolo |

| Brasil | Argentina |

| BRASIL:        |    |           |                               |
|                |    |           |                               |
| GK             | 3  | Rogério   |                               |
| Fixo           | 5  | Ciço      |                               |
| Ala            | 7  | Vinícius  |                               |
| Ala            | 12 | Falcão    |                               |
| Pivô           | 11 | Marquinho |                               |
| Reservas:      |    |           |                               |
| GK             | 2  | Tiago     |                               |
| Fixo           | 4  | Neto      |                               |
| Ala            | 8  | Simi      |                               |
| Ala            | 6  | Gabriel   | Penalizado com cartão amarelo |
| Pivô           | 9  | Betão     |                               |
| Ala            | 10 | Lenísio   |                               |
| Pivô           | 13 | Valdin    |                               |
| Treinador:     |    |           |                               |
| PC de Oliveira |    |           |                               |

| ARGENTINA:              |   |                   |                               |
|                         |   |                   |                               |
| GK                      | 1 | Mandayo           |                               |
| Fixo                    | ' | Giustozzi         |                               |
| Ala                     | ' | Sánchez           | Penalizado com cartão amarelo |
| Ala                     | ' | Hernán Garcías    |                               |
| Pivô                    | ' | Esteban González  |                               |
| Reservas:               |   |                   |                               |
| GK                      | 2 | Leandro Planas    |                               |
| Fixo                    | ' | Costas            |                               |
| Ala                     | ' | Leandro Cuzzolino |                               |
| Pivô                    | ' | Fernando Wilhelm  | Penalizado com cartão amarelo |
| Ala                     | ' | Edgardo Amas      |                               |
| Ala                     | ' | Matías Lucuix     |                               |
| Pivô                    | ' | Santiago Elias    |                               |
| Treinador:              |   |                   |                               |
| José Fernando Larrañaga |   |                   |                               |

## Classificação final

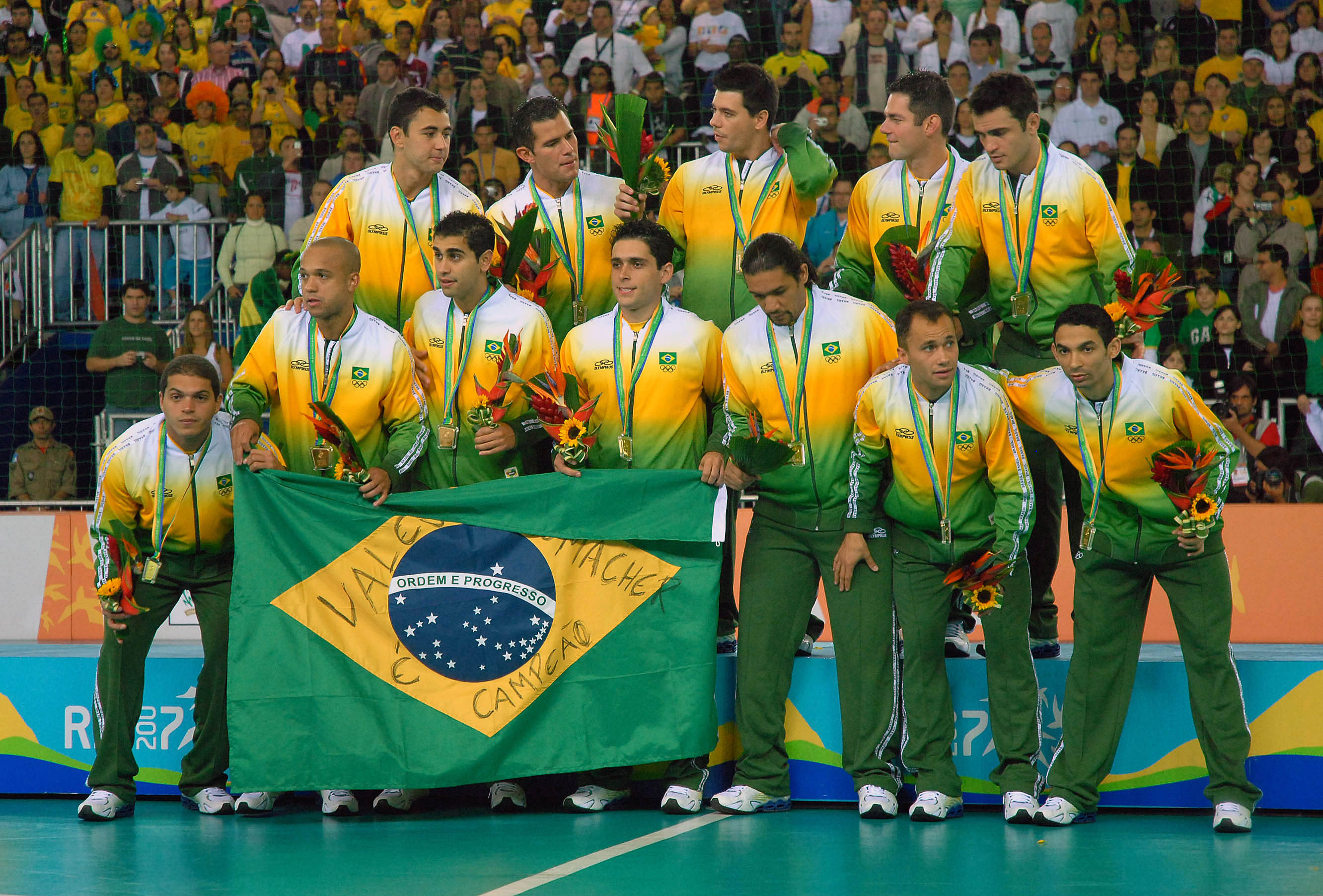
Equipe brasileira conquistou a medalha de ouro no torneio de futsal

| Pos.              | Equipe             | Campanha (V-E-D) |
| ----------------- | ------------------ | ---------------- |
| Medalha de ouro   | BRA Brasil         | (5-0-0)          |
| Medalha de prata  | ARG Argentina      | (2-2-1)          |
| Medalha de bronze | PAR Paraguai       | (3-1-1)          |
| 4                 | CRC Costa Rica     | (1-1-3)          |
| 5                 | USA Estados Unidos | (2-2-1)          |
| 6                 | CUB Cuba           | (2-1-2)          |
| 7                 | GUA Guatemala      | (1-0-4)          |
| 8                 | ECU Equador        | (0-1-4)          |